# Olympische Sommerspiele 2024/Teilnehmer (Dänemark)
| Gelbes Symbol für Goldmedaillen mit stilisierten Olympischen Ringen | Graues Symbol für Silbermedaillen mit stilisierten Olympischen Ringen | Braundes Symbol für Bronzemedaillen mit stilisierten Olympischen Ringen |
| ------------------------------------------------------------------- | --------------------------------------------------------------------- | ----------------------------------------------------------------------- |
| 2                                                                   | 2                                                                     | 5                                                                       |

Dänemark nahm an den Olympischen Spielen 2024 vom 26. Juli bis zum 11. August 2024 in Paris mit 125 Athleten (56 Männer, 69 Frauen) teil. Es war die insgesamt 29. Teilnahme an Olympischen Sommerspielen.

## Medaillen

### Medaillenspiegel
| Rang   | Sportart  | Gold | Silber | Bronze | Gesamt |
| ------ | --------- | ---- | ------ | ------ | ------ |
| 1      | Handball  | 1    | 0      | 1      | 2      |
| 2      | Badminton | 1    | 0      | 0      | 1      |
| 3      | Segeln    | 0    | 1      | 0      | 1      |
| 3      | Reiten    | 0    | 1      | 0      | 1      |
| 5      | Kanu      | 0    | 0      | 1      | 1      |
| 5      | Radsport  | 0    | 0      | 1      | 1      |
| 5      | Ringen    | 0    | 0      | 1      | 1      |
| 5      | Taekwondo | 0    | 0      | 1      | 1      |
| Gesamt | Gesamt    | 2    | 2      | 5      | 9      |

### Medaillengewinner
| Name/n | Sportart  | Wettkampf                            |
| --- | --------- | ------------------------------------ |
| Gold |           |                                      |
| Lasse Bredekjær Andersson Mathias Gidsel Simon Hald Jensen Mikkel Hansen Emil Manfeldt Jakobsen Niclas Kirkeløkke Magnus Landin Jacobsen Niklas Landin Jacobsen Lukas Lindhard Jørgensen Rasmus Lauge Schmidt Hans Lindberg Henrik Møllgaard Jensen Emil Nielsen Simon Pytlick Magnus Saugstrup Thomas Sommer Arnoldsen | Handball  | Männer                               |
| Viktor Axelsen | Badminton | Einzel                               |
| Silber |           |                                      |
| Anne-Marie Rindom | Segeln    | Laser Radial                         |
| Nanna Skodborg Merrald mit Zepter Cathrine Laudrup-Dufour mit Freestyle Daniel Bachmann Andersen mit Vayron | Reiten    | Dressur Mannschaft                   |
| Bronze |           |                                      |
| Louise Burgaard Helena Elver Emma Friis Anne Mette Hansen Line Haugsted Kathrine Heindahl Mie Højlund Rikke Iversen Sarah Iversen Trine Østergaard Jensen Kristina Jørgensen Michala Møller Althea Reinhardt Sandra Toft Mette Tranborg                                                                                 | Handball  | Frauen                               |
| Emma Jørgensen | Kanu      | K1 500 m                             |
| Niklas Larsen Michael Mørkøv | Radsport  | Madison                              |
| Turpal Bisultanov | Ringen    | Klasse bis 87 kg, griechisch-römisch |
| Edi Hrnic | Taekwondo | Klasse bis 80 kg                     |

## Teilnehmer nach Sportarten

### Badminton
Über die Race-to-Paris-Rangliste erhielt Dänemark sechs Quotenplätze in allen Wettbewerben. Insgesamt neun Athleten vertraten Dänemark somit im Badminton.
| Athleten                            | Wettbewerb | Gruppenphase                    | Gruppenphase              | Gruppenphase | Gruppenphase | Achtelfinale  | Achtelfinale  | Viertelfinale           | Viertelfinale      | Halbfinale          | Halbfinale                | Finale / Platz 3      | Finale / Platz 3          | Rang |
| Athleten                            | Wettbewerb | Gegner                          | Ergebnis                  | Punkte       | Rang         | Gegner        | Ergebnis      | Gegner                  | Ergebnis           | Gegner              | Ergebnis                  | Gegner                | Ergebnis                  | Rang |
| ----------------------------------- | ---------- | ------------------------------- | ------------------------- | ------------ | ------------ | ------------- | ------------- | ----------------------- | ------------------ | ------------------- | ------------------------- | --------------------- | ------------------------- | ---- |
| Frauen                              |            |                                 |                           |              |              |               |               |                         |                    |                     |                           |                       |                           |      |
| Mia Blichfeldt                      | Einzel     | Y. Li                           | 2:1 (21:14, 14:21, 21:12) | 1            | 2            | ausgeschieden | ausgeschieden | ausgeschieden           | ausgeschieden      | ausgeschieden       | ausgeschieden             | ausgeschieden         | ausgeschieden             | 14   |
| Mia Blichfeldt                      | Einzel     | Chen Y.                         | 1:2 (8:21, 21:19, 11:21)  | 1            | 2            | ausgeschieden | ausgeschieden | ausgeschieden           | ausgeschieden      | ausgeschieden       | ausgeschieden             | ausgeschieden         | ausgeschieden             | 14   |
| Maiken Fruergaard Sara Thygesen     | Doppel     | Baek H.-n. / Lee S.-h.          | 2:1 (21:18, 9:21, 21:14)  | 3            | 1            | —             | —             | N. Matsuyama / C. Shida | 0:2 (7:21, 12:21)  | ausgeschieden       | ausgeschieden             | ausgeschieden         | ausgeschieden             | 5    |
| Maiken Fruergaard Sara Thygesen     | Doppel     | J. Kititharakul / R. Prajongjai | 2:1 (20:22, 23:21, 24:22) | 3            | 1            | —             | —             | N. Matsuyama / C. Shida | 0:2 (7:21, 12:21)  | ausgeschieden       | ausgeschieden             | ausgeschieden         | ausgeschieden             | 5    |
| Maiken Fruergaard Sara Thygesen     | Doppel     | M. Lambert / A. Tran            | 2:0 (21:16, 21:12)        | 3            | 1            | —             | —             | N. Matsuyama / C. Shida | 0:2 (7:21, 12:21)  | ausgeschieden       | ausgeschieden             | ausgeschieden         | ausgeschieden             | 5    |
| Männer                              |            |                                 |                           |              |              |               |               |                         |                    |                     |                           |                       |                           |      |
| Viktor Axelsen                      | Einzel     | P. Dahal                        | 2:0 (21:8, 21:6)          | 3            | 1            | ―             | ―             | L. Kean Yew             | 2:0 (21:9, 21:17)  | L. Sen              | 2:0 (22:20, 21:14)        | K. Vitidsarn          | 2:0 (21:11, 21:11)        | Gold |
| Viktor Axelsen                      | Einzel     | M. Zilberman                    | 2:0 (21:9, 21:11)         | 3            | 1            | ―             | ―             | L. Kean Yew             | 2:0 (21:9, 21:17)  | L. Sen              | 2:0 (22:20, 21:14)        | K. Vitidsarn          | 2:0 (21:11, 21:11)        | Gold |
| Viktor Axelsen                      | Einzel     | N. Nguyen                       | 2:0 (21:13, 21:10)        | 3            | 1            | ―             | ―             | L. Kean Yew             | 2:0 (21:9, 21:17)  | L. Sen              | 2:0 (22:20, 21:14)        | K. Vitidsarn          | 2:0 (21:11, 21:11)        | Gold |
| Anders Antonsen                     | Einzel     | C. V. Filimon                   | 2:0 (21:10, 21:18)        | 2            | 1            | ―             | ―             | L. Zii Jia              | 0:2                | ausgeschieden       | ausgeschieden             | ausgeschieden         | ausgeschieden             | 5    |
| Anders Antonsen                     | Einzel     | A. R. Dwicahyo                  | 2:0 (21:10, 21:14)        | 2            | 1            | ―             | ―             | L. Zii Jia              | 0:2                | ausgeschieden       | ausgeschieden             | ausgeschieden         | ausgeschieden             | 5    |
| Kim Astrup Anders Skaarup Rasmussen | Doppel     | V. Chiu / J. Yuan               | 2:0 (21:13, 21:16)        | 3            | 2            | —             | —             | Kang M.-h. / Seo S.-j.  | 2:0 (21:19, 22:20) | Lee Y. / Wang C.-l. | 1:2 (21:18, 17:21, 10:21) | A. Chia / S. Wooi Yik | 1:2 (21:16, 20:22, 19:21) | 4    |
| Kim Astrup Anders Skaarup Rasmussen | Doppel     | Lee Y. / Wang C.-l.             | 1:2 (15:21, 21:19, 15:21) | 3            | 2            | —             | —             | Kang M.-h. / Seo S.-j.  | 2:0 (21:19, 22:20) | Lee Y. / Wang C.-l. | 1:2 (21:18, 17:21, 10:21) | A. Chia / S. Wooi Yik | 1:2 (21:16, 20:22, 19:21) | 4    |
| Kim Astrup Anders Skaarup Rasmussen | Doppel     | Liu Y. / Ou X.                  | 2:0 (21:15, 21:13)        | 3            | 2            | —             | —             | Kang M.-h. / Seo S.-j.  | 2:0 (21:19, 22:20) | Lee Y. / Wang C.-l. | 1:2 (21:18, 17:21, 10:21) | A. Chia / S. Wooi Yik | 1:2 (21:16, 20:22, 19:21) | 4    |
| Kim Astrup Anders Skaarup Rasmussen | Doppel     | T. Hoki / Y. Kobayashi          | 2:0 (21:19, 22:20)        | 3            | 2            | —             | —             | Kang M.-h. / Seo S.-j.  | 2:0 (21:19, 22:20) | Lee Y. / Wang C.-l. | 1:2 (21:18, 17:21, 10:21) | A. Chia / S. Wooi Yik | 1:2 (21:16, 20:22, 19:21) | 4    |
| Mixed                               |            |                                 |                           |              |              |               |               |                         |                    |                     |                           |                       |                           |      |
| Mathias Christiansen Alexandra Bøje | Doppel     | Y. Watanabe / A. Higashino      | WD                        | WD           | WD           | —             | —             | ausgeschieden           | ausgeschieden      | ausgeschieden       | ausgeschieden             | ausgeschieden         | ausgeschieden             | ―    |
| Mathias Christiansen Alexandra Bøje | Doppel     | Tang C. M. / Tse Y. S.          | WD                        | WD           | WD           | —             | —             | ausgeschieden           | ausgeschieden      | ausgeschieden       | ausgeschieden             | ausgeschieden         | ausgeschieden             | ―    |
| Mathias Christiansen Alexandra Bøje | Doppel     | Ye H.-w. / Lee C.-h.            | WD                        | WD           | WD           | —             | —             | ausgeschieden           | ausgeschieden      | ausgeschieden       | ausgeschieden             | ausgeschieden         | ausgeschieden             | ―    |

### Bogenschießen
Über die Neuverteilung ungenutzter Qualifikationsplätze erhielt Dänemark einen Startplatz für den Einzelwettbewerbe der Frauen.
| Athleten                   | Wettbewerb | Qualifikation | Qualifikation | 1. Runde | 1. Runde | 2. Runde      | 2. Runde      | Achtelfinale  | Achtelfinale  | Viertelfinale | Viertelfinale | Halbfinale    | Halbfinale    | Finale / Platz 3 | Finale / Platz 3 | Rang |
| Athleten                   | Wettbewerb | Ringe         | Rang          | Gegner   | Ergebnis | Gegner        | Ergebnis      | Gegner        | Ergebnis      | Gegner        | Ergebnis      | Gegner        | Ergebnis      | Gegner           | Ergebnis         | Rang |
| -------------------------- | ---------- | ------------- | ------------- | -------- | -------- | ------------- | ------------- | ------------- | ------------- | ------------- | ------------- | ------------- | ------------- | ---------------- | ---------------- | ---- |
| Frauen                     |            |               |               |          |          |               |               |               |               |               |               |               |               |                  |                  |      |
| Kirstine Danstrup Andersen | Einzel     | 625           | 56            | Li J.    | 0:6      | ausgeschieden | ausgeschieden | ausgeschieden | ausgeschieden | ausgeschieden | ausgeschieden | ausgeschieden | ausgeschieden | ausgeschieden    | ausgeschieden    | 33   |

### Boxen
Durch seinen Sieg bei den Europaspielen 2023 qualifizierte sich Nikolai Terterjan für die Olympischen Spiele in Paris.
| Athleten          | Wettbewerb       | 1. Runde | 1. Runde | Achtelfinale | Achtelfinale | Viertelfinale      | Viertelfinale | Halbfinale    | Halbfinale    | Finale        | Finale        | Rang |
| Athleten          | Wettbewerb       | Gegner   | Ergebnis | Gegner       | Ergebnis     | Gegner             | Ergebnis      | Gegner        | Ergebnis      | Gegner        | Ergebnis      | Rang |
| ----------------- | ---------------- | -------- | -------- | ------------ | ------------ | ------------------ | ------------- | ------------- | ------------- | ------------- | ------------- | ---- |
| Männer            |                  |          |          |              |              |                    |               |               |               |               |               |      |
| Nikolai Terterjan | Klasse bis 71 kg | Freilos  | Freilos  | M. Traoré    | 4:1          | A. Moʻydinxoʻjayev | 0:5           | ausgeschieden | ausgeschieden | ausgeschieden | ausgeschieden | 5    |

### Golf
Über das Olympic Golf Ranking der IGF qualifizierten sich vier dänische Golfer für die Olympischen Spiele.
| Athleten                | Runde 1 | Runde 2 | Runde 3 | Runde 4 | Gesamt | Par | Rang |
| ----------------------- | ------- | ------- | ------- | ------- | ------ | --- | ---- |
| Frauen                  |         |         |         |         |        |     |      |
| Emily Kristine Pedersen | 73      | 79      | 75      | 72      | 299    | +11 | 44   |
| Nanna Madsen            | 74      | 75      | 72      | 72      | 293    | +5  | 36   |
| Männer                  |         |         |         |         |        |     |      |
| Nicolai Højgaard        | 70      | 70      | 62      | 68      | 270    | −14 | 7    |
| Thorbjørn Olesen        | 71      | 68      | 66      | 68      | 273    | −11 | 14   |

### Handball
Die Frauen qualifizierten sich als Vizeeuropameisterinnen 2022 für die Spiele, während die Männer durch ihren Titelgewinn bei der Weltmeisterschaft 2023 das Ticket für Paris erhielten.
| Wettbewerb       | Frauen | Männer (Spiele/Tore) |
| ---------------- | --- | --- |
| Athleten         | Louise Burgaard (7/11) Helena Elver (8/13) Emma Friis (8/31) Anne Mette Hansen (8/25) Line Haugsted (8/6) Kathrine Heindahl (8/3) Mie Højlund (8/26) Rikke Iversen (8/18) Sarah Iversen (8/15) Trine Østergaard Jensen (8/21) Kristina Jørgensen (8/30) Michala Møller (1/1) Althea Reinhardt (8/0) Sandra Toft (8/0) Mette Tranborg (8/6) | Lasse Bredekjær Andersson (1/0) Mathias Gidsel (8/62) Simon Hald Jensen (2/1) Mikkel Hansen (8/29) Emil Manfeldt Jakobsen (8/13) Niclas Kirkeløkke (8/12) Magnus Landin Jacobsen (8/15) Niklas Landin Jacobsen (8/1) Lukas Lindhard Jørgensen (6/26) Rasmus Lauge Schmidt (8/23) Hans Lindberg (8/3) Henrik Møllgaard Jensen (8/0) Emil Nielsen (8/0) Simon Pytlick (8/54) Magnus Saugstrup (7/9) Thomas Sommer Arnoldsen (8/19) |
| Trainer          | Jesper Jensen | Nikolaj Jacobsen |
| Gruppenphase     | Slowenien (27:19) Norwegen (18:27) Schweden (25:23) Deutschland (28:27) Südkorea (28:20) | Frankreich (37:29) Ägypten (30:27) Argentinien (38:27) Ungarn (28:25) Norwegen (32:25) |
| Viertelfinale    | Niederlande (29:25) | Schweden (32:31) |
| Halbfinale       | Norwegen (21:25) | Slowenien (31:30) |
| Spiel um Platz 3 | Schweden (30:25) | – |
| Finale           | – | Deutschland (39:26) |
| Rang             | Bronze | Gold |

### Judo
Über die IJF-Weltrangliste konnte sich eine dänische Judoka im Mittelgewicht der Frauen qualifizieren.
| Athleten    | Wettbewerb       | 1. Runde     | 1. Runde | 2. Runde      | 2. Runde      | Achtelfinale  | Achtelfinale  | Viertelfinale | Viertelfinale | Halbfinale / Trostrunde | Halbfinale / Trostrunde | Finale / Platz 3 | Finale / Platz 3 | Rang |
| Athleten    | Wettbewerb       | Gegner       | Ergebnis | Gegner        | Ergebnis      | Gegner        | Ergebnis      | Gegner        | Ergebnis      | Gegner                  | Ergebnis                | Gegner           | Ergebnis         | Rang |
| ----------- | ---------------- | ------------ | -------- | ------------- | ------------- | ------------- | ------------- | ------------- | ------------- | ----------------------- | ----------------------- | ---------------- | ---------------- | ---- |
| Frauen      |                  |              |          |               |               |               |               |               |               |                         |                         |                  |                  |      |
| Lærke Olsen | Klasse bis 70 kg | A. Samardžić | 0:10     | ausgeschieden | ausgeschieden | ausgeschieden | ausgeschieden | ausgeschieden | ausgeschieden | ausgeschieden           | ausgeschieden           | ausgeschieden    | ausgeschieden    | 17   |

### Kanu
Drei dänische Boote konnten sich über die Weltmeisterschaften 2023 im Kanurennsport für die Olympischen Spiele qualifizieren. Im K1 der Männer qualifizierte man sich über das europäische Qualifikationsevent in Szeged.

#### Kanurennsport
| Athleten                                                              | Wettbewerb | Vorlauf     | Vorlauf | Viertelfinale | Viertelfinale | Halbfinale    | Halbfinale    | A/B-Finale            | A/B-Finale    | Rang   |
| Athleten                                                              | Wettbewerb | Zeit        | Rang    | Zeit          | Rang          | Zeit          | Rang          | Zeit                  | Rang          | Rang   |
| --------------------------------------------------------------------- | ---------- | ----------- | ------- | ------------- | ------------- | ------------- | ------------- | --------------------- | ------------- | ------ |
| Frauen                                                                |            |             |         |               |               |               |               |                       |               |        |
| Emma Jørgensen                                                        | K1 500 m   | 1:50,93 min | 2       | ―             | ―             | 1:49,59 min   | 2             | 1:49,76 min           | 3             | Bronze |
| Emma Jørgensen Frederikke Matthiesen                                  | K2 500 m   | 1:45,02 min | 3       | 1:42,61 min   | 5             | ausgeschieden | ausgeschieden | ausgeschieden         | ausgeschieden | 17     |
| Männer                                                                |            |             |         |               |               |               |               |                       |               |        |
| René Holten Poulsen                                                   | K1 1000 m  | 3:40,14 min | 5       | 3:35,48 min   | 1             | 3:35,50 min   | 8             | B-Finale: 3:31,62 min | 8             | 16     |
| Lasse Bro Madsen Victor Gairy Aasmul Morten Gravesen Magnus Sibbersen | K4 500 m   | 1:22,98 min | 6       | 1:20,56 min   | 3             | 1:21,88 min   | 5             | ausgeschieden         | ausgeschieden | 10     |

### Leichtathletik
Laufen und Gehen
| Athleten     | Wettbewerb | Vorlauf | Vorlauf | Hoffnungslauf | Hoffnungslauf | Halbfinale    | Halbfinale    | Finale        | Finale        | Rang          |
| Athleten     | Wettbewerb | Zeit    | Rang    | Zeit          | Rang          | Zeit          | Rang          | Zeit          | Rang          | Rang          |
| ------------ | ---------- | ------- | ------- | ------------- | ------------- | ------------- | ------------- | ------------- | ------------- | ------------- |
| Frauen       |            |         |         |               |               |               |               |               |               |               |
| Ida Karstoft | 200 m      | 23,01 s | 23      | DNS           | DNS           | ausgeschieden | ausgeschieden | ausgeschieden | ausgeschieden | ausgeschieden |
| Männer       |            |         |         |               |               |               |               |               |               |               |
| Simon Hansen | 100 m      | 10,39 s | 07      | —             | —             | ausgeschieden | ausgeschieden | ausgeschieden | ausgeschieden | ausgeschieden |

Springen und Werfen
| Athleten              | Wettbewerb | Qualifikation | Qualifikation | Finale        | Finale        | Rang          |
| Athleten              | Wettbewerb | Weite/Höhe    | Rang          | Weite/Höhe    | Rang          | Rang          |
| --------------------- | ---------- | ------------- | ------------- | ------------- | ------------- | ------------- |
| Frauen                |            |               |               |               |               |               |
| Katrine Koch Jacobsen | Hammerwurf | 73,04 m       | 05            | 71,65 m       | 10            | 10            |
| Lisa Brix Pedersen    | Diskuswurf | 59,81 m       | 24            | ausgeschieden | ausgeschieden | ausgeschieden |

### Radsport
Durch die jeweiligen Platzierungen in der UCI-Straßen-Weltrangliste nach Nationen durften vier Männer und drei Frauen an den entsprechenden Straßenrennen teilnehmen. Im Einzelzeitfahren waren bei Frauen und Männer jeweils zwei Athleten startberechtigt. Auf der Bahn qualifizierten sich die Männer in der Mannschaftsverfolgung, wodurch Dänemark bei den Männern auch jeweils ein Platz im Madison und Omnium zustand. Bei den Bahnrad-Frauen qualifizierte man sich über die Madison-Rangliste für die Wettbewerbe im Madison und Omnium. Über das olympische Qualifikationsranking im Mountainbike erhielt Dänemark einen Startplatz bei den Männern und zwei Startplätze bei den Frauen. Im BMX-Rennsport erhielt man über das olympische Qualifikationsranking einen Startplatz für den Wettbewerb der Frauen.

#### Bahn
| Athleten                                                         | Wettbewerb            | Rang   | Details                                                                                          |
| ---------------------------------------------------------------- | --------------------- | ------ | ------------------------------------------------------------------------------------------------ |
| Frauen                                                           |                       |        |                                                                                                  |
| Amalie Dideriksen Julie Leth                                     | Madison               | 6      | 16 Punkte                                                                                        |
| Amalie Dideriksen                                                | Omnium                | 7      | Scratch: 30 Punkte Temporennen: 28 Punkte Ausscheidungsfahren: 26 Punkte Punktefahren: 21 Punkte |
| Männer                                                           |                       |        |                                                                                                  |
| Carl-Frederik Bévort Niklas Larsen Tobias Hansen Rasmus Pedersen | Mannschaftsverfolgung | 4      | Qualifikation: 3:43,690 min Erste Runde: 3:42,803 min Finale: 3:46,138 min                       |
| Niklas Larsen Michael Mørkøv                                     | Madison               | Bronze | 41 Punkte                                                                                        |
| Niklas Larsen                                                    | Omnium                | 10     | Scratch: 38 Punkte Temporennen: 30 Punkte Ausscheidungsfahren: 10 Punkte Punktefahren: 6 Punkte  |

#### Straße
Solbjørk Minke Anderson wurde bei einer Erkundungsfahrt auf dem Parcours des Straßenrennens von einem Auto angefahren und musste durch Rebecca Koerner ersetzt werden.
| Athleten              | Wettbewerb       | Zeit         | Rang |
| --------------------- | ---------------- | ------------ | ---- |
| Frauen                |                  |              |      |
| Cecilie Uttrup Ludwig | Straßenrennen    | 4:04:23 h    | 29   |
| Cecilie Uttrup Ludwig | Einzelzeitfahren | 44:10,93 min | 24   |
| Emma Norsgaard Bjerg  | Straßenrennen    | 4:07:16 h    | 49   |
| Emma Norsgaard Bjerg  | Einzelzeitfahren | 42:33,59 min | 14   |
| Rebecca Koerner       | Straßenrennen    | 4:12:22      | 76   |
| Männer                |                  |              |      |
| Mikkel Bjerg          | Straßenrennen    | 6:41:17 h    | 73   |
| Mikkel Bjerg          | Einzelzeitfahren | 37:55,32 min | 10   |
| Michael Mørkøv        | Straßenrennen    | 6:36:31 h    | 59   |
| Mads Pedersen         | Straßenrennen    | 6:21:54 h    | 20   |
| Mattias Skjelmose     | Straßenrennen    | 6:21:47 h    | 17   |
| Mattias Skjelmose     | Einzelzeitfahren | 37:57,69 min | 14   |

#### Mountainbike
| Athleten            | Wettbewerb    | Zeit      | Rang |
| ------------------- | ------------- | --------- | ---- |
| Frauen              |               |           |      |
| Caroline Bohé       | Cross-Country | 1:33:11 h | 15   |
| Sofie Heby Pedersen | Cross-Country | LAP       | 24   |
| Männer              |               |           |      |
| Simon Andreassen    | Cross-Country | 1:29:05 h | 12   |

#### BMX-Rennsport
| Athleten         | Wettbewerb | Viertelfinale | Viertelfinale | Hoffnungsrunde | Hoffnungsrunde | Halbfinale | Halbfinale | Finale        | Finale        | Rang |
| Athleten         | Wettbewerb | Punkte        | Rang          | Zeit           | Rang           | Punkte     | Rang       | Zeit          | Rang          | Rang |
| ---------------- | ---------- | ------------- | ------------- | -------------- | -------------- | ---------- | ---------- | ------------- | ------------- | ---- |
| Frauen           |            |               |               |                |                |            |            |               |               |      |
| Malene Kejlstrup | BMX-Rennen | 16            | 16            | 37,375 s       | 4              | 21         | 8          | ausgeschieden | ausgeschieden | 15   |

### Reiten
Als Sieger bei den FEI Weltmeisterschaften 2022 im heimischen Herning qualifizierte sich die Dressurmannschaft für die Olympischen Spiele, wodurch alle drei Reiter auch in den Einzelwettbewerben startberechtigt waren. Im Springreiten konnte ein Startplatz im Einzel über die regionale Rangliste der Gruppe A (Nordwesteuropa) erreicht werden. Auf gleichem Wege qualifizierte Dänemark auch einen Vielseitigkeitsreiter.

#### Dressurreiten
| Athleten | Wettbewerb | Prozent / Punkte           | Prozent / Punkte | Prozent / Punkte | Rang   |
| Athleten | Wettbewerb | Grand Prix (Qualifikation) | GP Spécial       | GP Kür           | Rang   |
| --- | ---------- | -------------------------- | ---------------- | ---------------- | ------ |
| Nanna Skodborg Merrald mit Zepter                                                                           | Einzel     | 78,028                     | —                | 83,293           | 9      |
| Cathrine Laudrup-Dufour mit Freestyle                                                                       | Einzel     | 80,792                     | —                | 88,093           | 5      |
| Daniel Bachmann Andersen mit Vayron                                                                         | Einzel     | 76,910                     | —                | 84,850           | 7      |
| Nanna Skodborg Merrald mit Zepter Cathrine Laudrup-Dufour mit Freestyle Daniel Bachmann Andersen mit Vayron | Mannschaft | 235,730                    | 235,669          | —                | Silber |

#### Springreiten
| Athleten                                   | Wettbewerb | Strafpunkte   | Strafpunkte   | Strafpunkte   | Strafpunkte   | Strafpunkte   | Strafpunkte   | Rang |
| Athleten                                   | Wettbewerb | Einzelwertung | Einzelwertung | Einzelwertung | Nationenpreis | Nationenpreis | Nationenpreis | Rang |
| Athleten                                   | Wettbewerb | 1. Umlauf     | 2. Umlauf     | Stechen       | 1. Umlauf     | 2. Umlauf     | Stechen       | Rang |
| ------------------------------------------ | ---------- | ------------- | ------------- | ------------- | ------------- | ------------- | ------------- | ---- |
| Andreas Schou mit Napoli Vh Nederassenthof | Einzel     | (4)           | ausgeschieden | ausgeschieden | —             | —             | —             | 41   |

#### Vielseitigkeitsreiten
| Athleten                     | Wettbewerb | Minuspunkte Dressur | Minuspunkte Gelände | Minuspunkte Springen | Minuspunkte Springen | Minuspunkte Gesamt | Rang |
| ---------------------------- | ---------- | ------------------- | ------------------- | -------------------- | -------------------- | ------------------ | ---- |
| Peter Flarup mit Fascination | Einzel     | 32,40               | 33,60               | 9,60                 | ausgeschieden        | 75,60              | 42   |

### Ringen
Beim europäischen Qualifikationsturnier in Baku konnte Dänemark einen Quotenplatz in der Gewichtsklasse bis 87 kg (griechisch-römischer Stil) gewinnen.

#### Griechisch-römischer Stil
Legende: G = Gewonnen, V = Verloren, S = Schultersieg
| Athleten          | Wettbewerb       | Achtelfinale | Achtelfinale | Viertelfinale | Viertelfinale | Halbfinale    | Halbfinale    | Hoffnungsrunde Halbfinale | Hoffnungsrunde Halbfinale | Hoffnungsrunde Finale | Hoffnungsrunde Finale | Finale        | Finale        | Rang   |
| Athleten          | Wettbewerb       | Gegner       | Ergebnis     | Gegner        | Ergebnis      | Gegner        | Ergebnis      | Gegner                    | Ergebnis                  | Gegner                | Ergebnis              | Gegner        | Ergebnis      | Rang   |
| ----------------- | ---------------- | ------------ | ------------ | ------------- | ------------- | ------------- | ------------- | ------------------------- | ------------------------- | --------------------- | --------------------- | ------------- | ------------- | ------ |
| Männer            |                  |              |              |               |               |               |               |                           |                           |                       |                       |               |               |        |
| Turpal Bisultanov | Klasse bis 87 kg | S. Nowikow   | V 1:5        | ausgeschieden | ausgeschieden | ausgeschieden | ausgeschieden | L. Gobadse                | G 6:0                     | D. Losonczi           | G 2:1                 | ausgeschieden | ausgeschieden | Bronze |

### Rudern
Über die Weltmeisterschaften 2023 qualifizierte Dänemark ein Boot im Einer der Männer. Gleich drei weitere Boote schafften die Qualifikation bei der finalen Qualifikationsregatta in Luzern.
| Athleten | Wettbewerb             | Vorlauf     | Vorlauf | Vorlauf       | Hoffnungslauf / Viertelfinale | Hoffnungslauf / Viertelfinale | Hoffnungslauf / Viertelfinale | Halbfinale  | Halbfinale | Halbfinale    | Finale        | Finale        | Rang |
| Athleten | Wettbewerb             | Zeit        | Rang    | Qualifikation | Zeit                          | Rang                          | Qualifikation                 | Zeit        | Rang       | Qualifikation | Zeit          | Rang          | Rang |
| --- | ---------------------- | ----------- | ------- | ------------- | ----------------------------- | ----------------------------- | ----------------------------- | ----------- | ---------- | ------------- | ------------- | ------------- | ---- |
| Frauen |                        |             |         |               |                               |                               |                               |             |            |               |               |               |      |
| Lærke Rasmussen Fie Udby | Zweier ohne Steuerfrau | 7:30,91 min | 4       | Hoffnungslauf | 7:34,57 min                   | 1                             | Halbfinale A/B                | 7:19,11 min | 4          | B-Finale      | 7:12,01 min   | 5             | 11   |
| Marie Johannesen Julie Poulsen Frida Sanggaard Nielsen Astrid Steensberg                                                                        | Vierer ohne Steuerfrau | 6:56,70 min | 5       | Hoffnungslauf | 6:35,65 min                   | 3                             | B-Finale                      | —           | —          | —             | 6:36,43 min   | 2             | 8    |
| Clara Hornæss Sára Johansen Nikoline Laidlaw Karen Mortensen Caroline Munch Nanna Vigild Sofie Vikkelsøe Frida Werner Foldager Sofie Østergaard | Achter                 | 6:39,30 min | 4       | Hoffnungslauf | 6:22,21 min                   | 5                             | ausgeschieden                 | —           | —          | —             | ausgeschieden | ausgeschieden | 7    |
| Männer |                        |             |         |               |                               |                               |                               |             |            |               |               |               |      |
| Sverri Nielsen | Einer                  | 6:53,50 min | 1       | Viertelfinale | 6:49,69 min                   | 2                             | Halbfinale A/B                | 6:43,95 min | 4          | B-Finale      | 6:44,83 min   | 2             | 8    |

### Schießen
Im Qualifikationszeitraum konnten drei Quotenplätze erreicht werden.
| Athleten           | Wettbewerb                                 | Qualifikation   | Qualifikation | Finale          | Finale        | Rang |
| Athleten           | Wettbewerb                                 | Ringe/ Scheiben | Rang          | Ringe/ Scheiben | Rang          | Rang |
| ------------------ | ------------------------------------------ | --------------- | ------------- | --------------- | ------------- | ---- |
| Frauen             |                                            |                 |               |                 |               |      |
| Stephanie Grundsøe | 50 m Kleinkalibergewehr Dreistellungskampf | 589             | 8             | 406,4           | 8             | 8    |
| Stephanie Grundsøe | 10 m Luftgewehr                            | 626,2           | 27            | ausgeschieden   | ausgeschieden | 27   |
| Rikke Ibsen        | 50 m Kleinkalibergewehr Dreistellungskampf | 586             | 14            | ausgeschieden   | ausgeschieden | 14   |
| Rikke Ibsen        | 10 m Luftgewehr                            | 627,3           | 22            | ausgeschieden   | ausgeschieden | 22   |
| Männer             |                                            |                 |               |                 |               |      |
| Jesper Hansen      | Skeet                                      | 119             | 14            | ausgeschieden   | ausgeschieden | 14   |

### Schwimmen
Drei dänische Schwimmerinnen hatten die olympischen Normzeiten des Weltverbandes erreicht. Zudem zählten die 4 × 100-m-Freistil- und 4 × 100-m-Lagenstaffeln der Frauen zu den 13 zeitschnellsten Staffeln der Weltmeisterschaften 2023 und Weltmeisterschaften 2024 und qualifizierten sich somit für die Spiele in Paris.
| Athleten                                                                   | Wettbewerb          | Vorlauf     | Vorlauf | Halbfinale     | Halbfinale    | Finale        | Finale        | Rang |
| Athleten                                                                   | Wettbewerb          | Zeit        | Rang    | Zeit           | Rang          | Zeit          | Rang          | Rang |
| -------------------------------------------------------------------------- | ------------------- | ----------- | ------- | -------------- | ------------- | ------------- | ------------- | ---- |
| Frauen                                                                     |                     |             |         |                |               |               |               |      |
| Julie Kepp Jensen                                                          | 50 m Freistil       | 24,64 s     | 11      | 24,98 s        | 16            | ausgeschieden | ausgeschieden | 16   |
| Thea Blomsterberg                                                          | 200 m Brust         | 2:27,81 min | 19      | ausgeschieden  | ausgeschieden | ausgeschieden | ausgeschieden | 19   |
| Helena Rosendahl Bach                                                      | 100 m Schmetterling | 58,45 s     | 20      | ausgeschieden  | ausgeschieden | ausgeschieden | ausgeschieden | 20   |
| Helena Rosendahl Bach                                                      | 200 m Schmetterling | 2:07,34 min | 4       | 2:06,65 min NR | 6             | 2:07,11 min   | 4             | 4    |
| Signe Bro Martine Damborg Elisabeth Sabroe Ebbesen Julie Kepp Jensen       | 4 × 100 m Freistil  | 3:39,52 min | 11      | —              | —             | ausgeschieden | ausgeschieden | 11   |
| Thea Blomsterberg Martine Damborg Elisabeth Sabroe Ebbesen Schastine Tabor | 4 × 100 m Lagen     | –           | DSQ     | —              | —             | ausgeschieden | ausgeschieden | –    |

### Segeln
Sieben Athleten in fünf Booten konnten sich für die Spiele qualifizieren. Bei den Segel-Weltmeisterschaften 2023 erreichte Dänemark Quotenplätze in den Wettbewerben Laser Radial, 49erFX und 49er. Bei den ILCA-Weltmeisterschaften 2024 in Adelaide kam ein weiterer Startplatz im Laser hinzu. Die Qualifikation im Windsurfen iQFoiL erfolgte über die iQFoiL-Weltmeisterschaft 2024. Bei der Last Chance Regatta qualifizierte sich ein weiteres Boot für die Olympischen Spiele.
| Athleten                                        | Wettbewerb        | Qualifikation | Qualifikation | Medal Race    | Medal Race    | Punkte | Rang   |
| Athleten                                        | Wettbewerb        | Punkte        | Rang          | Punkte        | Rang          | Punkte | Rang   |
| ----------------------------------------------- | ----------------- | ------------- | ------------- | ------------- | ------------- | ------ | ------ |
| Frauen                                          |                   |               |               |               |               |        |        |
| Anne-Marie Rindom                               | Laser Radial      | 51            | 2             | 10            | 5             | 61     | Silber |
| Andrea Schmidt Johanne Schmidt                  | 49erFX            | 115           | 13            | ausgeschieden | ausgeschieden | 115    | 13     |
| Männer                                          |                   |               |               |               |               |        |        |
| Johan Søe                                       | Windsurfen iQFoiL | 112           | 14            | ausgeschieden | ausgeschieden | 112    | 14     |
| Johan Schubert                                  | Laser             | 206           | 36            | ausgeschieden | ausgeschieden | 206    | 36     |
| Nikolaj Buhl Daniel Nyborg                      | 49er              | 172           | 18            | ausgeschieden | ausgeschieden | 172    | 18     |
| Mixed                                           |                   |               |               |               |               |        |        |
| Natacha Saouma-Pedersen Mathias Bruun Borreskov | Nacra 17          | 117           | 12            | ausgeschieden | ausgeschieden | 117    | 12     |

### Skateboard
Über die olympische Qualifikationsrangliste konnte sich mit Viktor Solmunde ein dänischer Skateboarder im Parkwettbewerb für Paris qualifizieren.
| Athleten        | Wettbewerb | Qualifikation | Qualifikation | Finale        | Finale        | Rang |
| Athleten        | Wettbewerb | Punkte        | Rang          | Punkte        | Rang          | Rang |
| --------------- | ---------- | ------------- | ------------- | ------------- | ------------- | ---- |
| Männer          |            |               |               |               |               |      |
| Viktor Solmunde | Park       | 42,95         | 21            | ausgeschieden | ausgeschieden | 21   |

### Taekwondo
Im Mittelgewicht der Männer erreichte Edi Hrnic seinen Startplatz über das europäische Qualifikationsturnier in Sofia.
| Athleten  | Wettbewerb       | Achtelfinale | Achtelfinale | Viertelfinale | Viertelfinale | Hoffnungsrunde Halbfinale | Hoffnungsrunde Halbfinale | Halbfinale    | Halbfinale    | Hoffnungsrunde Finale | Hoffnungsrunde Finale | Finale        | Finale        | Rang   |
| Athleten  | Wettbewerb       | Gegner       | Ergebnis     | Gegner        | Ergebnis      | Gegner                    | Ergebnis                  | Gegner        | Ergebnis      | Gegner                | Ergebnis              | Gegner        | Ergebnis      | Rang   |
| --------- | ---------------- | ------------ | ------------ | ------------- | ------------- | ------------------------- | ------------------------- | ------------- | ------------- | --------------------- | --------------------- | ------------- | ------------- | ------ |
| Männer    |                  |              |              |               |               |                           |                           |               |               |                       |                       |               |               |        |
| Edi Hrnic | Klasse bis 80 kg | S. Eissa     | 2:0          | F. Katoussi   | 0:2           | L. Sejranovic             | 2:0                       | ausgeschieden | ausgeschieden | Seo G.-w.             | 2:0                   | ausgeschieden | ausgeschieden | Bronze |

### Tennis
Über die ATP- und WTA-Ranglisten qualifizierten sich zwei dänische Tennisspieler für die in Stade Roland Garros ausgetragenen Wettbewerbe. Zudem erhielt Caroline Wozniacki eine Wildcard für den Einzelwettbewerb der Frauen.
| Athleten           | Wettbewerb | 1. Runde     | 1. Runde      | 2. Runde      | 2. Runde      | Achtelfinale  | Achtelfinale  | Viertelfinale | Viertelfinale | Halbfinale    | Halbfinale    | Finale / Platz 3 | Finale / Platz 3 | Rang |
| Athleten           | Wettbewerb | Gegner       | Ergebnis      | Gegner        | Ergebnis      | Gegner        | Ergebnis      | Gegner        | Ergebnis      | Gegner        | Ergebnis      | Gegner           | Ergebnis         | Rang |
| ------------------ | ---------- | ------------ | ------------- | ------------- | ------------- | ------------- | ------------- | ------------- | ------------- | ------------- | ------------- | ---------------- | ---------------- | ---- |
| Frauen             |            |              |               |               |               |               |               |               |               |               |               |                  |                  |      |
| Clara Tauson       | Einzel     | B. Andreescu | 2:6, 3:6      | ausgeschieden | ausgeschieden | ausgeschieden | ausgeschieden | ausgeschieden | ausgeschieden | ausgeschieden | ausgeschieden | ausgeschieden    | ausgeschieden    | 33   |
| Caroline Wozniacki | Einzel     | M. Sherif    | 2:6, 7:5, 6:1 | D. Collins    | 3:6, 6:3, 3:6 | ausgeschieden | ausgeschieden | ausgeschieden | ausgeschieden | ausgeschieden | ausgeschieden | ausgeschieden    | ausgeschieden    | 17   |

### Tischtennis
Durch ihr Abschneiden bei der Weltmeisterschaft 2024 qualifizierte sich die Männermannschaft für die Olympischen Spiele. Somit waren auch im Einzel zwei Sportler startberechtigt.
| Athleten                                        | Wettbewerb | 1. Runde | 1. Runde | 2. Runde      | 2. Runde | 3. Runde     | 3. Runde | Achtelfinale  | Achtelfinale  | Viertelfinale | Viertelfinale | Halbfinale    | Halbfinale    | Finale / Platz 3 | Finale / Platz 3 | Rang |
| Athleten                                        | Wettbewerb | Gegner   | Erg.     | Gegner        | Erg.     | Gegner       | Erg.     | Gegner        | Erg.          | Gegner        | Erg.          | Gegner        | Erg.          | Gegner           | Erg.             | Rang |
| ----------------------------------------------- | ---------- | -------- | -------- | ------------- | -------- | ------------ | -------- | ------------- | ------------- | ------------- | ------------- | ------------- | ------------- | ---------------- | ---------------- | ---- |
| Männer                                          |            |          |          |               |          |              |          |               |               |               |               |               |               |                  |                  |      |
| Jonathan Groth                                  | Einzel     | Freilos  | Freilos  | L. Mladenovic | 4:0      | Jang W.-j.   | 1:4      | ausgeschieden | ausgeschieden | ausgeschieden | ausgeschieden | ausgeschieden | ausgeschieden | ausgeschieden    | ausgeschieden    | 17   |
| Anders Lind                                     | Einzel     | Freilos  | Freilos  | M. Freitas    | 4:0      | M. Redzimski | 4:3      | T. Harimoto   | 1:4           | ausgeschieden | ausgeschieden | ausgeschieden | ausgeschieden | ausgeschieden    | ausgeschieden    | 9    |
| Jonathan Groth Anders Lind Martin Buch Andersen | Mannschaft | —        | —        | —             | —        | —            | —        | Schweden      | 0:3           | ausgeschieden | ausgeschieden | ausgeschieden | ausgeschieden | ausgeschieden    | ausgeschieden    | 9    |

### Triathlon
Über die Einzel-Qualifikationsrangliste erhielt Dänemark je einen Startplatz bei den Frauen und Männern.
| Athleten              | Wettbewerb | Zeit      | Rang |
| --------------------- | ---------- | --------- | ---- |
| Frauen                |            |           |      |
| Alberte Kjær Pedersen | Einzel     | 2:02:02 h | 36   |
| Männer                |            |           |      |
| Emil Holm             | Einzel     | 1:49:21 h | 35   |